# Димитър Петров
Димитър Петров Димитров е български режисьор и сценарист, роден на 22 октомври 1924 г. в град Рила. Завършва шестмесечен курс в „Паисий филм“ през 1947 г., а през 1951 г. и кинорежисура при О. Вавра и И. Вайс във Филмовия и телевизионен факултет на Академията за сценични изкуства в Прага. Носител на орден „Кирил и Методий“ I степен (1972), заслужил артист (1983).
Бил е преподавател в Държавното полувисше училище за кинематография и фототехника (1951 – 1959 г.). Работил е последователно като асистент-режисьор и II режисьор (1952 – 1959) и режисьор (1959 – 1990) в Студия за игрални филми. Член на Съюза на българските филмови дейци (от 1965) и на Международния център за филми за деца и юноши (Centre international du film pour l'enfant et la jeunesse – CIFEJ). Известен е с филмите си за деца и юноши „Таралежите се раждат без бодли“, „С деца на море“, „Куче в чекмедже“, „Васко да Гама от село Рупча“ и др.
Има двама сина – Калин и Емил (който участва във филмите му „Таралежите се раждат без бодли“ и „С деца на море“). Умира в София на 16 октомври 2018 г.

## Награди

### Международни
- Награда на Комсомола от фестивала в Москва за  „Опасен полет“ (1971)
- „Сребърна гондола“ и бронзов медал от фестивала във Венеция за „Капитанът“ (1963)

### Български
- I награда за телевизионен филм от фестивала във Варна за „Васко да Гама от село Рупча“ (1986)
- Награда на Съюза на българските филмови дейци за „Куче в чекмедже“ (1983)
- I награда от фестивала във Варна и  Награда на ЦК на ДКМС за „Куче в чекмедже“ (1982)
- Специална награда от фестивала във Варна  и Наградата на София за  „Таралежите се раждат без бодли“ (1971)
- Специална награда от фестивала във Варна за  „Опасен полет“ (1969)
- II награда от фестивала във Варна за „Капитанът“ (1963)

## Филмография

### Като режисьор[1]
- Тони – (1991)
- Васко да Гама от село Рупча – (1986) сериал, 6 серии
- Куче в чекмедже – (1982)
- Нощните бдения на поп Вечерко – (1980)
- Фильо и Макензен – (1979) сериал, 1 – 4 серия
- Началото на деня – (1975)
- С деца на море – (1972)
- Таралежите се раждат без бодли – (1971)
- Опасен полет – (1968)
- Между двамата – (1966)
- Капитанът – (1963)
- Призори – (1961)
- Празник – (1955)

### Като асистент-режисьор
- Случаен концерт – (1960)
- В навечерието – (копродукция със СССР) – (1959)
- Хайдушка клетва – (1958)

### Като сценарист
- Между двамата – (1966)